# Переходный объект
Перехо́дный объе́кт (также трансфе́ртный объе́кт) — предмет, создающий ощущение психологического комфорта в необычной или стрессовой ситуации либо снимающий у детей напряжение от расставания с матерью перед сном. В качестве переходных объектов для взрослых людей в стрессовых ситуациях часто выступают мягкая одежда и одеяло, для детей переходными объектами часто служат любимые мягкие игрушки, таким объектам дети нередко дают собственные имена. В раннем возрасте (до 4-5 лет) переходные объекты дают детям ощущения защищённости и уверенности, помогающие исследовать реальность и обучаться.

## История

Переходный объект

Понятие переходного объекта было введено и исследовано в 1950-х годах британским педиатром и детским психоаналитиком Доналдом Винникоттом. Он считал взаимоотношения ребёнка с любимой игрушкой и взрослого человека с комфортной одеждой или одеялом частью общего процесса перехода от мира человеческой психики к реальному миру. С точки зрения Винникотта, переходной объект находится на границе между этими мирами, облегчая переход к реальности.